# Методи прийняття планових рішень
Методи планування -  способи, прийоми, процедури за допомогою яких здійснюється розробка планів підприємства. Частіше використовується не один , а комплекс методів, що сприяє забезпеченню якості розроблених планів.

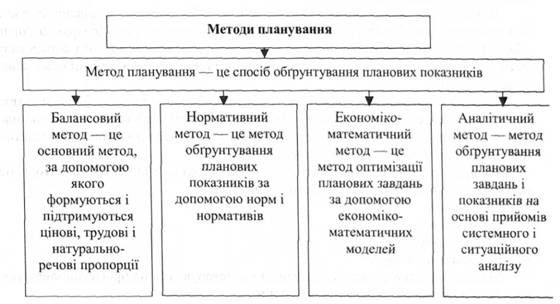
Методи планування

## Основні методи прийняття планових рішень

### Нормативний метод
Розрахунок потреб підприємства у необхідних ресурсах на плановий період здійснюється на основі системи прогресивних норм і нормативів.
- Норма - це абсолютна максимально допустима величина використання ресурсів (сировини, матеріалів, палива) для виготовлення одиниці продукції (послуг).

- Норматив - це відносна величина, що визначає ступінь використання ресурсів.

### Розрахунково-аналітичний метод
За основу береться досягнутий рівень показників за минулий період для виявлення тенденцій і проблем майбутнього стану підприємства. Розрахунок показників планового періоду базується на експертній оцінці можливих змін.

### Балансовий метод
Планування здійснюється на основі балансів, що відображають потребу підприємства у певних видах ресурсів та джерела їх надходження. Завдяки балансам забезпечується взаємоузгодження потреб підприємства у засобах виробництва та можливостей для їх досягнення.

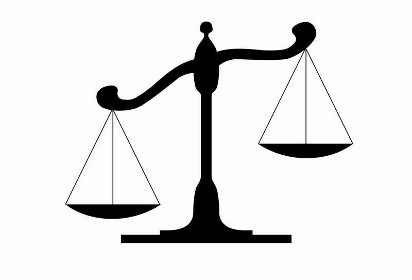
Балансовий метод

### Програмно-цільовий метод
Передбачає, досягнення підприємством поставлених цілей (отримання величини прибутку, реалізація нової ідеї і т.п.) шляхом розробки відповідних програм та проектів. На основі цього методу досягається узгодженість програм підприємства з його цілями та ресурсним забезпеченням.

### Факторний метод
Планові показники обчислюються на основі їх фактичних величин у попередньому періоді під впливом відповідних зовнішніх та внутрішніх факторів підприємства. Даний метод дає можливість визначити роль окремих факторів у зміні планових показників (наприклад, регресійний аналіз).

### Граничний аналіз
Суть полягає у співставленні граничних витрат і граничних доходів підприємства. Даний метод може використовуватися для встановлення цін на продукцію, визначення обсягів виробництва, «точки беззбитковості» підприємства.

### Норма прибутку на вкладений капітал
Визначається доцільність капітальних вкладень у реалізацію певного виробничого проекту. Середньорічна норма прибутку визначається як відношення середньорічного прибутку від запровадження заходу до річного обсягу капіталовкладень.

### Метод дисконтування
У плануванні застосовується для оцінки інвестиційних проектів шляхом приведення майбутніх доходів підприємства до їх теперішньої вартості.

### Методи оперативно-календарного планування
Пов'язують у часі виконання окремих робіт (операцій, процесів) шляхом розробки оперативного плану-графіку.

### Метод сценаріїв
Передбачає розробку декількох сценаріїв майбутнього розвитку підприємства.
Сценарій - це модель майбутнього, яка відтворює можливий хід подій при реалізації плану і містить показники основних чинників впливу на діяльність підприємства.

### Аналіз чутливості
Полягає в оцінці зміни запланованих результатів діяльності підприємства при відхиленні від запланованої величини одного з вихідних параметрів його діяльності. У результаті з декількох альтернативних планових проектів обирається найменш чутливий.

### Перевірка стійкості
Суть методу полягає в розробці базового сценарію реалізації плану та сценаріїв найбільш небезпечних варіантів розвитку подій у майбутньому періоді. Дозволяє передбачити і запобігти можливим несприятливим наслідкам, створити необхідні запаси і резерви на стадії планування.

### Метод екстраполяції
Суть методу полягає у поширенні тенденцій розвитку підприємства у минулому на його діяльність у майбутньому.
Тенденція - це довгострокова закономірність у розвитку виробничого процесу. Основу методів екстраполяції складають динамічні ряди, що являють собою множину спостережень,  які отримані послідовно в часі.

### Метод експертних оцінок
Основу складають висновки експертів, що ґрунтуються на їх професійному, науковому, практичному досвіді у певній галузі, а також вмінні вірно оцінити важливість та значущість параметрів досліджуваного виробничого процесу.

### Кореляційний аналіз
Встановлює у процесі виробництва наявність та ступінь зв'язку двох або декількох чинників на підсумковий показник.

### Методи теорії ігор
Використовується для прийняття рішень в умовах невизначеності та конфлікту, коли два учасника процесу мають різні та протилежні цілі. Для аналізу не беруть до уваги незначні та другорядні чинники, а будують спрощену  модель, яку називають грою.

### Метод теорії розкладів
Використовується для розробки змінно-добових завдань при оперативно-календарному плануванні, визначенні транспортних маршрутів, черговості обслуговування робочих місць.

### Метод «дерево рішень»
Це модель у вигляді схеми, на якій зображаються: можливі варіанти подій (рішень) для вирішення проблеми або досягнення мети, послідовність етапів вирішення завдання, умови та наслідки кожного етапу, вузли рішень. На кожному етапі для кожного вузла розраховується його значення як добуток ефекту можливої події на ймовірність її настання. Після проведення обчислень обирається найкраще рішення, решта гілок відсікається.

### Методи математичного програмування
Суть полягає в оптимізації планових рішень на основі економіко-математичних розрахунків. Методи математичного програмування виділяють: лінійне програмування (коли існує лінійна залежність між показниками), нелінійне програмування (коли лінійну залежність встановити неможливо), динамічне програмування (коли необхідно визначити оптимальну послідовність певних робіт у часі).

### Імітаційне моделювання
На етапі планування передбачення можливих наслідків здійснюється не реальних об'єктах, а на математичних моделях.
Імітація - це створення моделі реальної господарської ситуації (поломки обладнання, майбутній попит на продукцію, потреби у фінансових ресурсах) та маніпулювання нею з метою отримання інформації для обґрунтування планового рішення

### Сіткові методи планування
Передбачають графічне зображення певного комплексу робіт, їх логічну послідовність, взаємозв'язок та планову тривалість з метою подальшої оптимізації.
Сіткова модель - це орієнтований граф, що являє собою поєднану між собою множину елементів з метою визначення залежності окремих видів робіт та етапів майбутніх проектів. Обсяги ресурсів в сіткових моделях можуть вимірюватися у вартісних і натуральних показниках.

## Висновки
Кожен метод має свої слабкі і сильні сторони, тому ефективність планових рішень багато у чому залежність від їх правильного вибору і системного використання.